# Àngel Duarte i Montserrat
Àngel Duarte i Montserrat (Barcelona, 1957), és catedràtic d'Història contemporània de la Universitat de Girona, especialitzat en temes de republicanisme i federalisme. Ha escrit El Republicanisme Català a la fi del segle XIX (1987), un dels primers estudis monogràfics que recuperaren el republicanisme; La premsa republicana (1990), juntament amb Joan B. Culla; Possibilistes i federals. Política i cultura republicanes a Reus (1874-1899) (1992); La paz simulada. Una historia de la Guerra Fría, 1941-1991 (1997), amb Francisco Veiga i Enric Ucelay da Cal; La república del emigrante. La cultura política de los españoles en Argentina (1875-1919) (1998), Història del republicanisme a Catalunya (2004) i El otoño de un ideal (2008), entre altres textos significatius.